# タンハウゼン
タンハウゼン (ドイツ語: Tannhausen) は、ドイツ連邦共和国バーデン＝ヴュルテンベルク州シュトゥットガルト行政管区のオストアルプ郡に属す町村（以下、本項では便宜上「町」と記述する）である。

## 地理

### 位置
タンハウゼンはシュナイトハイマー・ゼクタ川上流の谷、エルヴァンゲンから東に約 20 km 離れたネルトリンガー・リースの辺縁部に位置している。ここは、ヴュルテンベルクとバイエルンとの境界に面しており、さらにバイエルン内のシュヴァーベン行政管区とミッテルフランケン行政管区との境界にも面している。

### 隣接する市町村
この町は、北はシュテットレン、東はバイエルン州のヴィルブルクシュテッテン（ミッテルフランケン行政管区アンスバッハ郡）およびフレムディンゲン（シュヴァーベン行政管区ドナウ＝リース郡）、南はウンターシュナイトハイム、西はエルヴァンゲンと境を接している。

### 自治体の構成
自治体としてのタンハウゼンは、中心集落タンハウゼンといくつかの小集落からなる。

### 土地利用
| 土地利用種別面積 | 農業用地 | 森林   | 住宅地 | 産業用地 | 交通用地 | 水域  | レジャー用地 | その他 |
| ---------------- | -------- | ------ | ------ | -------- | -------- | ----- | ------------ | ------ |
| 面積 (km2)       | 11.24    | 4.24   | 0.45   | 0.09     | 1.04     | 0.16  | 0.04         | 0.48   |
| 占有率           | 63.3 %   | 23.9 % | 2.5 %  | 0.5 %    | 5.9 %    | 0.9 % | 0.2 %        | 2.7 %  |

州統計局の2015年現在のデータによる。

## 歴史

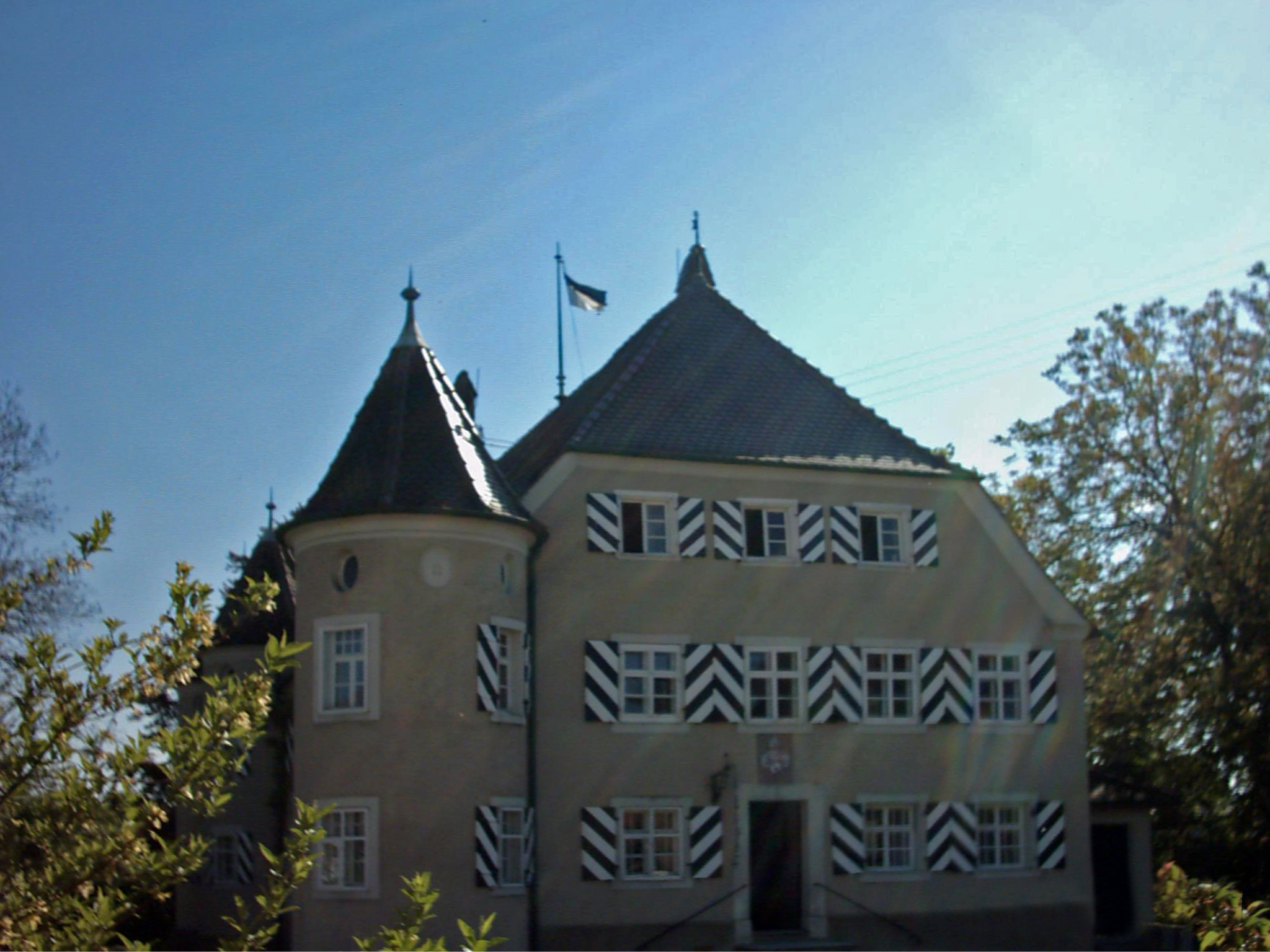
タンハウゼン男爵の居城

タンハウゼンは、1100年に初めて文献に記録されている。この頃にはすでに土着貴族タンハウゼン男爵がここに住んでおり、現在も住んでいる。
土着貴族の他にも様々な聖界・俗界の権力がこの村落の領主権を有していた。1806年の陪臣化でタンハウゼンはバイエルン領となったが、最終的には1810年1月12日にヴュルテンベルク王国領となり、アーレン郡に属した。この郡は1973年の郡の再編により新たに創設されたオストアルプ郡に統合された。

## 住民

### 宗教
タンハウゼン男爵はカトリックであったため、宗教改革はこの町を置き去りにした。現在も住民の多数がローマ＝カトリックを信仰している。少数の福音主義信者はヴァルクスハイム教会区に属している。

## 行政

### 行政共同体
この町は、タンハウゼン自治体行政連合の本部所在地である。この連合にはほかにシュテットレンとウンターシュナイトハイムが加盟している。

### 議会
この町の議会は10議席からなる。

### 首長
2017年現在の町長はマンフレート・ハーゼである。彼は、2014年5月の選挙で 70 % の支持票を獲得して三期目の任期についた。

## 経済と社会資本
タンハウゼンは純粋なベッドタウンではない。この町には 400人分を超える職場がある。それでも約 500人の住民が町外の職に就いている。この町では農業が今も変わらず重要な役割を演じている。

### 地元企業
タンハウゼンは、1970年にタンハウゼン老人ホームから創設されたゾンネンガルテンシュティフトゥング・タンハウゼンの本部所在地である。タンハウゼン老人ホームは、1968年に 16床の民営老人ホームとして開所した。この施設は発展を続け、1980年には 147床にまで増加した。その後2001年/02年の改修によって 126床にまで減少した。老人・養護ホーム「イム・ゾンネンガルテン」は、フルタイムとパートタイムを合わせて約 115人分の職場を提供している。
リップ・ベヘルターバウ社は1950年代末に設立された。この企業はバイオガス施設を提供しており、約 50人（2010年現在）を雇用している 。創始者のクサヴァー・リップは1982年にルドルフ＝ディーゼル＝メダルを授与され、バーデン＝ヴュルテンベルク州のイノベーション賞で2005年の企業に選ばれた。

### 教育
タンハウゼンには基礎課程学校1校とローマ＝カトリック教会の幼稚園が1園ある。これより上級の学校は、ウンターシュナイトハイム、ボプフィンゲン、エルヴァンゲンにあり、公共旅客交通の便がよい。